# Kreisgymnasium Halle
Das Kreisgymnasium Halle (kurz KGH) ist ein allgemeinbildendes Gymnasium des Kreises Gütersloh in Halle (Westf.). Es wird zurzeit von ca. 900 Schülern in drei- oder vierzügigen (2015 / 2016 fünfzügig) Jahrgangsstufen besucht. Sie werden von 69 Lehrkräften und 10 Referendaren unterrichtet.

## Angebot
Im April 1961 als neusprachliches Gymnasium gegründet, bietet das KGH heute ein differenziertes Angebot an Sprachen und Naturwissenschaften. So wurden vor kurzem erst die Umbauarbeiten der naturwissenschaftlichen Räume fertiggestellt und schuleigene Laptops mit dem Netzwerk verbunden. Zum Lernen dient eine Medio-/Bibliothek mit umfangreichem Buchbestand und PC-Arbeitsplätzen. Für den Informatikunterricht stehen zwei PC-Räume zur Verfügung, die aber auch für jeden anderen Unterricht verfügbar sind und in dem neue Medien wie das Internet genutzt werden können. Im Sommer 2006 wurde mit den Bauarbeiten für einen neuen Ganztagsbereich begonnen. Seit Januar 2007 gibt es eine Cafeteria mit dem Namen „Café Pause“ in der täglich Süßigkeiten, belegte Brötchen, Getränke und andere Backwaren verkauft werden. Seit Ende 2015 ist dort nun auch die Möglichkeit, fast jeden Mittag eine warme Mahlzeit zu bekommen.

## Schulprofil
Seit dem 25. Mai 2009 trägt die Schule das Gütesiegel des Ministeriums für Schule und Weiterbildung des Landes Nordrhein-Westfalen. In der Laudatio heißt es unter anderem: „Dafür wurde ein systematisches Förderkonzept entwickelt, in dem eigenverantwortliches Arbeiten, Persönlichkeitsbildung und die Entwicklung sozialer Kompetenzen von großer Bedeutung sind.“
2001 ist der Schule das erste Mal für ihre Arbeit das Siegel „berufswahl- und ausbildungsfreundliche Schule“ für ihr Konzept zur beruflichen Orientierung und Beratung verliehen worden. Diese Auszeichnung ist 2005 wiederholt worden.
Seit dem Frühjahr 2002 nimmt die Schule an dem von der Weidmüller Stiftung und der Bezirksregierung Detmold gemeinsam getragenen Projekt „Schule und Unternehmen im Dialog“ teil.

## Kultur
Ein Highlight sind die Aufführungen des Literaturkurses der 12 (1995: Biografie: Ein Spiel; 1996: Vier Personen stören Romeo und Julia; 1997: Jeanne oder Die Lerche; 1999: Antigone; 2003: Die heilige Johanna der Schlachthöfe; 2004: Ein Inspektor kommt; 2005: Lysistrata; 2006: Ein Sommernachtstraum; 2008: Der gute Mensch von Sezuan; 2010: Der eingebildete Kranke;) und des Jugendchores sowie des Orchesters (2003: Anatevka; 2005: Iolanthe; 2007: Orpheus in der Unterwelt;). Die Aufführungen der Musiker finden sowohl im Carré Amelot in La Rochelle (Frankreich) auf einer professionellen Theaterbühne als auch in der Aula des KGH statt. Die Aula bietet mehr als 500 Zuschauern einen Sitzplatz. "Biografie: Ein Spiel" wurde 1995 im Rahmen der Bielefelder Schultheaterwoche im Juli 1995 im TAM (Theater am Alten Markt) aufgeführt. Im Mai 2005 wurde die Lysistrata dort ebenfalls aufgeführt. Im Juni gab es zwei weitere Aufführungen der Lysistrata in der Aula des KGH. Im Juni 2015 gewannen einige Schüler der Oberstufe, unter der Leitung des Lehrers Volker Zumbrink, mit der Inszenierung des selbst verfassten Stückes „Iphigenie in … Panik“ im Rahmen der Schultheaterwoche im TAM (Theater am Alten Markt) in Bielefeld den Preis der Jugendjury.

## Bekannte ehemalige Schüler und Lehrer

### Schüler
Bekannte Absolventen des KGH sind:
- Lutz von Rosenberg Lipinsky (* 1965), Kabarettist
- Volker Surmann, Kabarettist
- Ingo Börchers, Kabarettist
- Stephan Katz, Comiczeichner, siehe Katz und Goldt
- Jörg Ludewig, Radsportprofi
- Tilmann Meyer zu Erpen, Dressurreiter
- Henning Schulz, Bürgermeister von Gütersloh
- Christina Sussiek, Leichtathletin
- Georg Hage, Kirchenmusiker
- Andreas Reinicke, Botschafter der Bundesrepublik Deutschland in Tunesien

### Lehrer
Bekannte ehemalige Lehrer, die am Kreisgymnasium unterrichtet haben, sind:
- Gabriele Behler (* 1951), Politikerin
- Heribert Bruchhagen